# Julia Chang
Julia Chang (20 jaar) is een personage uit de computerspelserie Tekken.
Julia Chang is de geadopteerde dochter van Michelle Chang en leerde in haar jeugd van haar moeder dat de natuur heel belangrijk is. Dat is ook Julia's handelsmerk geworden. 
Wanneer haar moeder verdwijnt en veel geroddel hoort over een amulet, gaat Julia naar Japan om aan Heihachi Mishima te vragen of hij meer weet. Heihachi Mishima deed erg verdacht en sindsdien zoekt Julia hem.
Toen Julia 20 jaar werd, terroriseerde iets onverklaarbaars haar gebied. Julie deed opzoekwerk en kreeg van Professor T te horen dat Mishima Zaibatsu hierachter zat. Zij wilden namelijk van haar thuisgebied een woestijn maken. Ze doet mee aan de Tekken 4 om meer over de Mishima Zaibatsu te weten te komen.
Teleurgesteld gaat ze zonder antwoorden terug naar huis en gaat verder met ontdekken wat de redenen zouden kunnen zijn. Op een dag krijgt ze een brief in een andere taal geschreven van een anoniem persoon. Ze leest daar dat ze meer antwoorden kan vinden in de Tekken 5.